# Konvexer Kegel

Ein konvexer Kegel (hellblau). Die violette Menge stellt die Linearkombinationen mit positiven Koeffizienten für die Punkte und dar. Die gekrümmten Linien am rechten Rand sollen andeuten, dass die Gebiete ins Unendliche auszudehnen sind.

In der Mathematik ist ein konvexer Kegel ein Kegel, der unter Linearkombinationen mit positiven Koeffizienten (auch konische Kombinationen genannt) abgeschlossen ist. Konvexe Kegel spielen eine wichtige Rolle in der konischen Optimierung.

## Definition
Gegeben sei eine Menge {\displaystyle C} eines {\displaystyle \mathbb {K} }-Vektorraumes, wobei {\displaystyle \mathbb {K} } ein angeordneter Körper ist. Meist ist {\displaystyle \mathbb {K} =\mathbb {R} }.
Die Menge {\displaystyle C} ist ein konvexer Kegel, wenn eine der folgenden Definitionen zutrifft:
- {\displaystyle C} ist konvex und ein Kegel.
- {\displaystyle C} ist ein Kegel, und für beliebige {\displaystyle x,y\in C} ist {\displaystyle x+y} wieder in {\displaystyle C} enthalten.
- Für beliebige {\displaystyle x,y\in C} und {\displaystyle \alpha ,\beta >0} aus {\displaystyle \mathbb {K} } ist stets {\displaystyle \alpha x+\beta y} wieder in {\displaystyle C}.
- Die Menge {\displaystyle C} ist abgeschlossen bezüglich konischen Kombinationen.

## Eigenschaften
- Schnitte von Familien von Konvexen Kegeln sind wieder Konvexe Kegel. Somit bilden die konvexen Kegel ein Hüllensystem.
- Die konische Hülle (manchmal auch positive Hülle genannt) {\displaystyle \operatorname {pos} (X)} weist jeder Menge den kleinsten konvexen Kegel zu, der diese Menge enthält. Somit ist die konische Hülle der Hüllenoperator zu dem Hüllensystem der konvexen Kegel.
- Jeder konvexe Kegel definiert eine Ordnungsrelation auf dem Vektorraum, in dem er sich befindet. Der konvexe Kegel wird dann als Ordnungskegel aufgefasst.

## Kegel über Teilmengen der Sphäre
Für eine Teilmenge {\displaystyle \Omega \subset S^{n-1}} der Einheitssphäre {\displaystyle S^{n-1}=\{\,x\in \mathbb {R} ^{n}\,|\,\left\|x\right\|=1\,\}} heißt
{\displaystyle C(\Omega )=\{\,rv\,|\,v\in \Omega ,r\in \mathbb {R} _{>0}\,\}}
der Kegel über {\displaystyle \Omega }.
Jeder Kegel {\displaystyle K\subset \mathbb {R} ^{n}} ist von der Form {\displaystyle K=C(\Omega )} für {\displaystyle \Omega =K\cap S^{n-1}}.
Die Konvexität von Kegeln lässt sich durch folgende äquivalente geometrische Definition beschreiben: Ein Kegel {\displaystyle K\subset \mathbb {R} ^{n}} ist genau dann ein konvexer Kegel, wenn der Durchschnitt mit jedem Großkreis der Einheitssphäre zusammenhängend ist.

## Weitere Begriffe
Ein Kegel {\displaystyle C\subset \mathbb {R} ^{n}} heißt ein polyedrischer Kegel, wenn es eine Matrix {\displaystyle A} gibt, so dass
{\displaystyle C=\{\,x\in \mathbb {R} ^{n}\,|\,Ax\leq 0\,\}}
ist. Ein Kegel ist genau dann ein polyedrischer Kegel, wenn er von einer endlichen Menge an Vektoren erzeugt wird.
Ein Kegel heißt regulär, wenn
{\displaystyle a\in K\wedge -a\in K\Longrightarrow a=0}.
Die Automorphismengruppe eines Kegels {\displaystyle K\subset \mathbb {R} ^{n}} ist
{\displaystyle \operatorname {Aut} (K)=\{\,A\in \operatorname {GL} (n,\mathbb {R} )\,|\,AK=K\,\}}.
Ein Kegel heißt homogen, wenn die Automorphismengruppe transitiv auf {\displaystyle K} wirkt.
Er heißt symmetrisch, wenn es zu jedem {\displaystyle x\in K} eine Involution {\displaystyle A\in \operatorname {Aut} (K)} mit {\displaystyle x} als einzigem Fixpunkt gibt. Symmetrische konvexe Kegel sind stets homogen.
Ein Kegel {\displaystyle K\subset \mathbb {R} ^{n}} heißt reduzibel wenn er von der Form
{\displaystyle K=K_{1}+K_{2},K_{1}\subset R^{p}\times \{0\}^{n-p},K_{2}\subset \{0\}^{p}\times \mathbb {R} ^{n-p}}
mit {\displaystyle 0<p<n} ist, irreduzibel sonst.
Der zu {\displaystyle K\subset \mathbb {R} ^{n}} duale Kegel ist definiert als
{\displaystyle K^{*}=\{\,a\in \mathbb {R} ^{n}\,|\,\forall b\in K.\langle b,a\rangle \geq 0\,\}}.
Auch diese Definition lässt sich analog für Vektorräume mit Skalarprodukt über einem angeordneten Körper formulieren.
Ein Kegel heißt selbstdual, wenn {\displaystyle K=K^{*}} ist.
Charakterisierung symmetrischer konvexer Kegel: Ein konvexer Kegel ist genau dann symmetrisch, wenn er offen, regulär, homogen und selbstdual ist.

## Satz von Koecher-Vinberg
Der positive Kegel einer Jordan-Algebra ist die Menge der Elemente mit positivem Spektrum. Eine Jordan-Algebra {\displaystyle A} heißt formal reell, wenn sich {\displaystyle 0\in A} nicht als nichttriviale Summe von Quadraten darstellen lässt. In einer formal reellen Jordan-Algebra gehört ein Element genau dann zum positiven Kegel, wenn es ein Quadrat ist.
Der Satz von Koecher-Vinberg besagt, dass die Konstruktion des positiven Kegels eine Bijektion zwischen formal reellen Jordan-Algebren und symmetrischen konvexen Kegeln herstellt.
Symmetrische konvexe Kegel werden deshalb auch als Positivitäts-Gebiet (engl.: domain of positivity) bezeichnet.

## Klassifikation symmetrischer konvexer Kegel
Max Koecher benutzte 1965 die Klassifikation formal reeller Jordan-Algebren zur Klassifikation der symmetrischen konvexen Kegel.
Die irreduziblen symmetrischen konvexen Kegel in {\displaystyle \mathbb {R} ^{n}} sind durch die folgende Liste gegeben:
- der Lorentz-Kegel {\displaystyle \Lambda _{n}=\{\,x\in \mathbb {R} ^{n}\,|\,x_{1}^{2}-x_{2}^{2}-\ldots -x_{n}^{2}>0,x_{1}>0\,\}}
- der Kegel {\displaystyle \Pi _{m}(\mathbb {R} )} der positiven symmetrischen {\displaystyle m\times m}-Matrizen für {\displaystyle n=(m^{2}+m)/2}
- der Kegel {\displaystyle \Pi _{m}(\mathbb {C} )} der positiven hermiteschen komplexen {\displaystyle m\times m}-Matrizen für {\displaystyle n=m^{2}}
- der Kegel {\displaystyle \Pi _{m}(\mathbb {H} )} der positiven hermiteschen quaternionischen {\displaystyle m\times m}-Matrizen für {\displaystyle n=2m^{2}-m}
- und für {\displaystyle n=27} der Kegel {\displaystyle \Pi _{3}(O)} mit {\displaystyle \operatorname {Lie} (\operatorname {Aut} (\Pi _{3}(O)))={\mathfrak {e}}_{6(-26)}\oplus \mathbb {R} }.